# Clair Alan Brown
Clair Alan Brown (Port Allegany, 16 de agosto de 1903 – 1982) foi um botânico norte-americano.

## Publicações
- Com Donovan Stewart Correll (1908-1983) de Ferns and Fern Allies Trees and Shrubs (1942).
- Louisiana Trees and Shrubs (1945).
- Vegetation of the Outer Banks of North Carolina (1959).
- Palynological Techniques (1960).